# اعتراضات میدان تیان‌آن‌من
اعتراضات میدان تیان‌آنمن، که در چین به عنوان حادثه چهارم ژوئن شناخته می‌شود، تظاهراتی به‌رهبری دانشجویان بود که از ۱۵ آوریل تا ۴ ژوئن ۱۹۸۹ در میدان تیان‌آنمن در پکن، چین برگزار شد. پس از هفته‌ها تلاش ناموفق میان معترضان و دولت چین برای یافتن راه‌حلی مسالمت‌آمیز، دولت چین در شب ۳ ژوئن نیروهای نظامی را برای اشغال میدان اعزام کرد؛ این رویداد به کشتار میدان تیان‌آنمن معروف است. این وقایع گاهی جنبش دموکراسی ۸۹، حادثه میدان تیان‌آنمن یا قیام تیان‌آنمن نامیده می‌شود.
اعتراضات پس از مرگ هو یائوبانگ، دبیرکل حزب کمونیست چین که از اصلاحات حمایت می‌کرد، در آوریل ۱۹۸۹ آغاز شد. این رویداد در بستر توسعه سریع اقتصادی و تغییرات اجتماعی در چین پسامائو رخ داد و نشان‌دهنده نگرانی‌های مردم و نخبگان سیاسی دربارهٔ آینده کشور بود. اصلاحات دهه ۱۹۸۰ به شکل‌گیری یک اقتصاد بازار نوپا منجر شده بود که برای برخی سودآور و برای برخی دیگر به شدت زیان‌بار بود. همچنین، نظام سیاسی تک‌حزبی با چالش مشروعیت مواجه شده بود. نارضایتی‌های رایج در آن زمان شامل تورم، فساد، آمادگی محدود فارغ‌التحصیلان برای اقتصاد جدید و محدودیت‌های مشارکت سیاسی بود.  اگرچه اعتراضات بسیار بی‌نظم بود و اهداف متفاوتی داشت، دانشجویان خواستار بازگشت مشاغل برچیده‌شده، پاسخگویی بهتر، رعایت قانون اساسی، دموکراسی، آزادی مطبوعات و آزادی بیان بودند. اعتراضات کارگران عمدتاً بر تورم و کاهش رفاه متمرکز بود. این گروه‌ها حول مطالباتی مانند مبارزه با فساد، تعدیل سیاست‌های اقتصادی و حفاظت از امنیت اجتماعی متحد شدند. در اوج اعتراضات، حدود یک میلیون نفر در میدان گرد هم آمدند.
با گسترش اعتراضات، مقامات با ترکیبی از تاکتیک‌های آشتی‌جویانه و سخت‌گیرانه واکنش نشان دادند که شکاف‌های عمیق در رهبری حزب را آشکار کرد. تا ماه مه، اعتصاب غذای دانشجویی حمایت سراسری از معترضان را برانگیخت و اعتراضات به حدود ۴۰۰ شهر گسترش یافت. در ۲۰ مه، شورای دولتی حکومت نظامی اعلام کرد و تا ۳۰۰٬۰۰۰ سرباز به پکن اعزام شدند. پس از چند هفته رویارویی و درگیری‌های خشونت‌آمیز میان ارتش و معترضان که به جراحت‌های شدید در هر دو طرف منجر شد، نشستی در اول ژوئن میان رهبران ارشد حزب کمونیست برگزار شد و تصمیم به پاکسازی میدان گرفته شد. در ساعات اولیه صبح ۴ ژوئن، سربازان از طریق خیابان‌های اصلی شهر به مرکز پکن پیش رفتند و در درگیری‌های خونین با معترضانی که سعی در متوقف کردن آنها داشتند، درگیر شدند؛ در این درگیری‌ها افراد زیادی از جمله معترضان، تماشاگران و سربازان کشته شدند. برآورد تعداد کشته‌شدگان از چند صد تا چند هزار نفر متغیر است و هزاران نفر نیز زخمی شدند.
این رویداد پیامدهای کوتاه‌مدت و بلندمدتی به دنبال داشت. کشورهای غربی تحریم‌های تسلیحاتی علیه چین وضع کردند و رسانه‌های مختلف غربی سرکوب معترضان را «کشتار» نامیدند. در پی این اعتراضات، دولت چین اعتراض‌های دیگری در سراسر کشور را سرکوب کرد و دست به بازداشت گسترده معترضان زد.  این اقدامات آغاز عملیات «پرنده زرد» را رقم زد. دولت همچنین پوشش خبری رویدادها را در رسانه‌های داخلی و خارجی به شدت کنترل کرد و مقاماتی را که به نظرش حامی اعتراضات بودند، از کار برکنار یا تنزل رتبه داد. علاوه بر این، این سرکوب به پایان اصلاحات سیاسی آغازشده در سال ۱۹۸۶ و جنبش روشنگری نو منجر شد و سیاست‌های آزادی‌گرایی دهه ۱۹۸۰ را متوقف کرد؛ سیاست‌هایی که تنها پس از سفر جنوبی دنگ شیائوپینگ در سال ۱۹۹۲ تا حدودی از سر گرفته شدند. این رویداد که به‌عنوان نقطه عطف تاریخی تلقی می‌شود، محدودیت‌های بیشتری را بر آزادی بیان سیاسی در چین ایجاد کرد که تا به امروز ادامه داشته است. این وقایع همچنان یکی از حساس‌ترین و سانسورشده‌ترین موضوعات در چین به‌شمار می‌روند.

## عوامل شروع اعتراضات
در بهار ۱۹۸۶ تلویزیون چین قسمت‌هایی از اعتراضات موسوم به «قدرت مردم» در فیلیپین را پخش می‌کرد که مربوط به فساد و تباهی حزب حاکم و پرزیدنت مارکوس و همسرش و اعمال شیوه‌های دیکتاتوری تمام عیار آن‌ها بود و باعث بیداری جنبش‌های دانشجویی در شرق آسیا و چین بود. از طرفی با آغاز ۱۹۸۵ با گسترش سریع تولید تلویزیون در چین تعداد آن به ۴۰ میلیون دستگاه رسید. در سپتامبر ۱۹۸۶ نیز در تایوان چیانگ چینگ کو (تلفظ صحیح تر: جیانگ جینگ گئو) مجوز فعالیت یک حزب را صادر کرد. همه این موارد تأثیر برق آسایی به شروع الگوبرداری از جنبش‌های خارجی و خواستاری دموکراسی به سبک غربی شد. دانشجویان در سال ۱۹۸۶ اولین تظاهرات بزرگ دانشجویی در چین را دانشگاه‌های شهر هه فی مرکز استان آنهوئی جایی که اخترفیزیکدان معروف بین‌المللی و عضو حزب کمونیست چین بنام فانگ لیژی نایب رئیس دانشگاه علوم و تکنولوژی آنجا سخنرانی کرده بود شروع کردند. فانگ لیژی سخنران متبحر و مقتدری بود که به توده‌ها انرژی می‌داد. برای مثال در دانشگاه تونگجی شانگهای گفته بود «هیچ واحد سوسیالیستی پس از پایان جنگ جهانی دوم موفق نبوده است»، حکومت وقت چین را شکل مدرنی از فئودالیسم می‌دانست، مائو را بخاطر ستایش خرد بی سوادان مورد استهزاء قرار می‌داد و مقامات حزب را به بی‌سوادی و عدم نمایندگی از مردم متهم می‌نمود. در حقیقت بستن دهان روشنفکری ساده و گمنام برای حزب آسان بود اما امثال وی دانشمندان با استعدادی بودند که حکومت چین در تلاش برای جذب آن‌ها بود. در سالگرد جنبش ۱۹۳۵ یعنی نهم دسامبر ۱۹۸۶ که گرامیداشت تظاهرات دانشجویان وطن دوست آن زمان بر ضد استعمار ژاپن بود، دانشجویان در ووهان، شی آن، و هه بی به خیابان‌ها ریختند، و سپس تظاهرات به پکن و ۱۵۰ شهر دیگر گسترش یافت. همین مسائل موجب عزل (استعفای اجباری) دبیرکل وقت حزب کمونیست یعنی هو یائوبانگ در ژانویه ۱۹۸۷ به دلیل مسامحت با دانشجویان و ناتوانی اش برای کنترل جنبش دانشجویی شد. دنگ شیائوپینگ مرد اول چین در آن زمان معتقد بود عبارات پر زرق و برق آرمان‌های غربی چون اومانیسم، آزادی و دموکراسی تنها ابزاری برای به چالش کشیدن و سرپیچی از فرامین و قدرت فائقه حزبند. دو سال بعد با مرگ ناگهانی هو یائوبانگ در ۱۵ آوریل ۱۹۸۹، تظاهرکنندگان عمدتاً جوان و دانشجو با سرازیر شدن به خیابان‌ها در پی ادای احترام به مقام شاخص قهرمانی بودند که دموکراسی در دوران قدرتش پاس داشته شده بود. در ابتدای امر آنها فاقد دستور کار سیاسی بودند ولی با گسترده شدن دامنه اعتراضات، مطالبات رادیکال تری با صدای بلندتر مطرح شد. دنگ شیائوپینگ رهبر ۸۴ ساله و مرد شماره یک چین در آن زمان، به دنبال جلوگیری از وقوع رویدادهای کشورهای اروپای شرقی در چین بود که طی آن رهبران سیاسی اروپای شرقی در برابر مطالبات شهروندان تسلیم و قدرت را از دست داده بودند. تا قبل از چهارم ژوئن، هیچ‌کس از جمله رهبران حزبی یا روشنفکران نتوانست قادر به توقف هرج و مرجی شود که روز به روز گسترده‌تر می‌شد. به دلیل کنترل‌های سختگیرانه سال‌های منتهی به ۱۹۸۹ که از شکل‌گیری یک جنبش دانشجویی سازمان یافته جلوگیری کرده بود، دانشجویان معترض فاقد هرگونه تدبیر و تجربه ای در زمینه سازماندهی بودند و عدم دستور کاری مشخص و رویه‌هایی برای حصول اطمینان از حاکمیت قانون، همگی باعث شدند تا آنها هیچ مبنای فلسفی برای مذاکره با رهبران سیاسی به نمایندگی از دانشجویان نداشته باشند. شهر نشینان نیز برای مهار معترضان با دولت همراه نشدند چون هم‌صدا با آمال و آرزوهای آنها بودند.

## دلایل عمده اعتراضات
دانشجویان معترض خواهان بهبود شرایط زندگی شان بودند و از اینکه در مقایسه با کارآفرینان بی سواد و تحصیل نکرده دریافتی ناچیزی داشتند بسیار ناراحت و خشمگین بودند.
دانشجویان در این واقعه به ناپایداری اقتصادی چین و سرکوب‌های حزب کمونیست و فساد دولتی اعتراض کردند. جنبش دموکراسی چین در این اعتراضات نقش رهبری داشت.
دانشجویان حق انتخاب شغل و پیشه مورد علاقه خودشان را نداشته و باید پس از اثبات استعداد و طی کردن آزمون‌های مختلف و طاقت فرسای ورودی دانشگاه، با نظر مشاوران سیاسی نماینده دولت با عنایت به کمبود فارغ التحصیلان آموزش دیده در صنایع و ادارات دولتی، مشغول به کار تعیین شده توسط دولت می‌گردیدند. گزارش و سوابق محرمانه دانشجویان در دفتر گزارش‌ها ثبت و ضبط می‌شد و بعداً منبعی برای قضاوت‌های آینده قرار می‌گرفت. مشاوران سیاسی به ندرت تحصیلات خوبی داشتند ولی ریش و قیچی دست آنها بود که منجر به سوء استفاده از قدرت و بازی با آینده دانشجویان می‌شد.
برای عموم مردم تورم اسباب نگرانی بود. کارگران حزبی و دولتی و کارکنان شرکت‌های دولتی و دیگران با برخورداری از حقوق ثابت از مشاهده تجار و بازرگانان غنی که ثروتشان را به رخ همگان می‌کشیدند عصبانی بودند.
شاخص‌های رسمی که از میزان واقعی هم کمتر نشان می‌دادند حاکی از افزایش ۳۰ درصدی قیمت‌ها در پکن در بین سالهای ۱۹۸۷ تا ۱۹۸۸ بودند.
دولت به منظور کاستن از هزینه‌های جاری شرکت‌های دولتی فشار بر آنها را آغاز کرده بودند و حتی بعضی اجازه پیدا کرده بودند اعلام ورشکستگی کنند که همین امر موجب افتادن وحشت به جان کارکنان شرکت‌ها و تشکیلات اقتصادی دولت شده بود.
مهاجران بسیاری که در میانه دهه ۸۰ به شهرها سرازیر شده بودند اما سیاست سختگیرانه تنظیم مجدد در اواخر ۱۹۸۸ تعداد زیادی را از شغل محروم کرد ولی آنها حاضر به برگشتن به روستا نبودند.
بسیاری از مردم خواهان آزادی بیشتری بودند و از زندگی در ترس و وحشت خسته و به ستوه آمده بودند.

## شرح ماجرا[۳۸]
در غروب پانزدهم آوریل ۱۹۸۹ ظرف چند ساعت از اعلام خبر درگذشت هو یائوبانگ، دیوارهای دانشگاه پکن مملو از پوسترهای عزاداری به مناسبت فوت وی شد. در روز بعد، حدود ۸۰۰ دانشجو در مقابل بنای یادبود قهرمانان خلق در مرکز میدان تیان آنمن بدون مزاحمت پلیس برای اهدای تاج گل رژه رفتند. صبح روز هجدهم آوریل چندصد دانشجو به سمت تالار بزرگ خلق روانه شدند تا مطالبات خود را به کمیته دائمی ارائه دهند که شامل: صدور مجوز آزادی‌های بیشتر، پایان دادن به کمپین ضد بورژوازی، نقض احکام مجازات معترضان ۱۹۸۶، شفاف سازی درآمد رهبران حزبی و فرزندانشان می‌شد. در ساعت ۱۱ همان شب چند هزار معترض عصبانی به سمت دروازه شینهوا در ژونگ نانهای (مقر حزب و دولت) رهسپار شدند که تا ساعت ۴ صبح با مداخله پلیس پایان یافت و به گفته لی پنگ (نخست‌وزیر وقت)، لحن و آهنگ از سوگواری به اعتراض تغییر شکل یافت. تا ۲۱ آوریل تظاهرات بسیار گسترده‌تر شد و روزنامه خلق هشدار داد دانشجویان شکیبایی رژیم را به حساب ضعف آن نگذارند و دچار اشتباه نشوند. در روز ۲۲ آوریل یعنی روز تشییع جنازه هو یائوبانگ تخمین زده شده ۲۰۰ هزار نفر به نطق یادبود در میدان گوش فرا دادند. بعد از آن ۳ نفر از نمایندگان دانشجویان چندین ساعت در پایین پلکان منتظر لی پنگ برای گفتگو ماندند ولی وی با فرض اینکه هرگونه ملاقات منجر به مشروعیت بخشی به آنها خواهد شد با هرگونه دیدار مخالفت کرد. ژائو زیانگ دبیرکل وقت که مخالف رویارویی با دانشجویان بوده و تأکید کرده بود هیچ واکنش سخت و قاطعانه ای نشان داده نشود در روز ۲۳ آوریل با توصیه دنگ شیائوپینگ عازم سفر از پیش برنامه‌ریزی شده کره شمالی شد و امور را به لی پنگ نخست‌وزیر سپرد. ساعت ۱۰ صبح ۲۵ آوریل، دنگ شیائوپینگ برای شنیدن گزارش اوضاع، لی پنگ و یانگ شانگکون را در منزلش به حضور پذیرفت. لی پنگ گفت دانشجویان شخص دنگ را مورد انتقاد قرار می‌دهند، حدود ۶ هزار دانشجو از حضور در کلاس‌هایشان سر باز می‌زنند، دستهای سیاهی می‌خواهند حزب کمونیست را پایین بکشند و نظام سوسیالیست را زمین بزنند. برخی ناظران استدلال کردند این دو نفر دربارهٔ وخامت اوضاع مبالغه کردند در نتیجه دنگ شیائوپینگ را به اشتباه انداخته به حدی که از آن زمان به بعد دنگ عمیقاً در فرایند تصمیم‌گیری و واکنش در مقابل تظاهر کنندگان درگیر شد. در همان روز دنگ گفت که سرمقاله ای آمرانه و هشدارگونه خطاب به مخاطرات دانشجویی باید فوراً منتشر شود، این مقاله تجمعات را غیرقانونی شمرده و خاطیان را مجرم می‌شناخت؛ لیکن انتشار آن در ۲۶ آوریل، آتش نا آرامی‌ها را شعله‌ور تر ساخت. با بازگشت ژائو زیانگ از سفر کره شمالی، تلاش زیادی برای متقاعد کردن مقامات برای عقب‌نشینی از مقاله مذکور انجام داد حتی در برهه ای قبول کرد که شخصاً کل مسئولیت آن را بر عهده بگیرد لیکن موفق نشد. در چهارم می، ژائو زیانگ در نشست بانک توسعه آسیایی، اقدام به ایراد سخنانی بدون هماهنگی قبلی با سایر مقامات نمود که بائو تونگ رئیس دفتر او تنظیم کرده بود؛ در این سخنرانی به وجود مسائلی ناشی از عیوب و نقایص جاری در نظام فنی سوسیالیسم و فقدان آزادی دموکراسی اشاره شده و در ادامه دانشجویان را وطن دوست نامیده بود؛ دانشجویان به واسطه همین سخنرانی آرام شدند و از تعداد تظاهر کنندگان به سرعت کاسته شد.

مرد تانکی، این عکس مشهور توسط جف وایدنر در ۵ ژوئن ۱۹۸۹ در پکن گرفته شده است. تانک‌های ارتش آزادی‌بخش خلق به خاطر یک مرد ناشناس متوقف شده‌اند.

در پانزدهم تا هجدهم می قرار بود اتفاقی تاریخی به وقوع پیوسته و گورباچف برای اولین دیدار رهبران چین و شوروی را پس از سه دهه کدورت از پکن بازدید کند. به همین دلیل عکاسان و گزارشگران زیادی از سراسر جهان برای پوشش خبری این مسئله در پکن حاضر شدند. در روز سیزدهم می، دو روز قبل از حضور گورباچف در پکن، رهبران رادیکال دانشجویی با علم به عدم امکان دستگیری در ایام این دیدار تاریخی، فرصت را مغتنم شمرده و اعلام شروع یک اعتصاب غذا از عصر آن روز و اجرای رژه یک‌هزار نفری دانشجویی در میدان تیان آنمن نمودند. همین اعتصاب غذا و از جان گذشتگی که بر اساس آمارهای رسمی موجب بستری شدن ۸۲۰۵ نفر در بیمارستان‌ها در فاصله ۱۳ تا ۲۴ می‌شد، موجب همدردی مردم در داخل و خارج چین با دانشجویان معترض گردید. ژائو زیانگ با فرستادن یان مینگ فو رئیس دپارتمان جبهه متحد کار برای دیدار با دانشجویان سعی در مجاب کردن آنها برای ترک میدان کرد، لیکن با شکست این تلاش‌ها، دولت مراسم استقبال در میدان تیان آنمن را لغو نموده و مراسم استقبال مختصری در فرودگاه انجام شده و دیدار دنگ شیائوپینگ و گورباچوف در تالار بزرگ خلق برگزار گردید. خبرنگاران خارجی که جنبش دانشجویی را جذاب تر یافته بودند، دیدار گورباچف را تحت الشعاع اعتراضات قرار داده و شروع به همراهی و مصاحبه با معترضان نمودند؛ هرچند گزارش دادند که در واقع بیشتر دانشجویان اطلاع کمی از دمکراسی و آزادی و چگونگی دستیابی به آن را دارند. وزارت امنیت ملی چین تخمین زد تا روز ۱۸ می، به رغم بارش باران تعداد معترضان به ۱٬۲۰۰٬۰۰۰ نفر رسیده است. با اتمام دیدار گورباچف از چین و عدم امکان استقبال در میدان تیان آنمن، دنگ شیائوپینگ نتیجه گرفت معترضان پایشان را از گلیم خود فراتر گذاشته و برای اعزام نیروی نظامی آماده شد. در ساعت ۴ بعد از ظهر روز ۱۷ می، دنگ شیائوپنگ اعضای کمیته دائمی پولیتبورو را به منظور تصمیم‌گیری برای گام‌های بعدی فراخواند و بیان کرد تعداد نیروهای پلیس پکن کافی نیست و به وجود نیروهای نظامی احتیاج است که قاطعانه عمل کنند؛ پس از این جلسه ژائو زیانگ از دستیارش یائوتونگ خواست که متن استعفایش را آماده کند، در جلسه همان شب کمیته دائمی پولیتبرو نیز با اعلام حکومت نظامی مخالفت نمود. وی فردای آن روز در جمع دانشجویان حاضر شده و در حالی که چهره گریان او در تلویزیون‌های سراسر دنیا نمایان بود به دانشجویان اعلام کرد که شما حق چنین کاری را دارید و از آنها خواست از اعتصاب غذا دست بردارند. ژائو دیگر در جلسات حاضر نشده و از روز ۲۸ می وی و دستیارش بائو تونگ تحت بازداشت قرار گرفتند. گورباچف در صبح ۱۹ می پکن را ترک کرد و در فردای همان روز ۵۰ هزار نیروی نظامی وارد میدان تیان آنمن شدند؛ ساعت ۹:۳۰ دقیقه صبح نخست‌وزیر لی پنگ اعلام کرد از راس ساعت ۱۰ صبح حکومت نظامی آغاز خواهد شد. یانگ شانگکون به فرماندهان نظامی دستور داد تا سربازان تحت هیچ عنوان به سمت معترضان شلیک نکنند و هرگز خشمگین نشوند و حتی به بسیاری از سربازان سلاح داده نشد. راه‌آهن چین گزارش داده است که ۵۶ هزار دانشجو با قطار بین ساعت ۶ عصر شانزدهم می تا هشت صبح نوزدهم می وارد پکن شده‌اند. اهالی پکن عملاً حرکت ۵۰ هزار نیروی نظامی از طریق شش ورودی اصلی و سایر راه‌های فرعی را مختل کردند. در ساعت ۷ صبح دوشنبه ۲۲ می دستور عقب‌نشینی به سربازان داده شد که موجب شادی و اعلام پیروزی معترضان گردید اما در عین حال دنگ دستور آماده‌سازی تانک‌ها و خودروهای زرهی و مردان مسلح را داد که با تلاش مضاعف لی پنگ برای جلب نظر مقامات عالیرتبه در کل کشور و حمایت چن یون همراه شد. در شب ۲۹ می، تندیس دموکراسی مجسمه بزرگی از جنس پلاستیک به سبک مجسمه آزادی آمریکا را روبروی تصویر مائو قرار دادند که توجه زیادی را در داخل و خارج چین به خود جلب کرد. از اوایل صبح ۲۶ می، گروه‌های کوچک نظامی با لباس شخصی به داخل محلات پکن اعزام شدند که تا روز جمعه دوم ژوئن افزایش زیادی یافت. در شب دوم ژوئن با شایع شدن ورود نیروهای نظامی به پکن، برخی معترضان خودروهای ارتش آزادی‌بخش خلق را متوقف، واژگون یا به آتش کشیدند. در ساعت ۲:۵۰ دقیقه عصر روز سوم ژوئن، دنگ شیائوپینگ دستور داد هرچه برای اعاده نظم ضروری است انجام شود. در مجموع ۱۵۰ هزار نیروی نظامی در حومه پکن موضع گرفته بودند. به منظور تأمین نیروهای کافی، فرودگاه گوانگ‌ژو در شش روز ابتدایی ماه ژوئن هیچ بلیطی نفروخت. در عصر روز سوم ژوئن، چیائوشی با تشکیل جلسه ای اضطراری از طرح نهایی برای پاکسازی میدان پرده برداشت که بلافاصله به نظر و تأیید دنگ شیائوپینگ رسید. لی پنگ اظهار داشت ما در خصوص پایان دادن به این غائله ضدانقلابی در پایتخت کاملاً قاطعانه عمل خواهیم کرد… ارتش آزادی‌بخش خلق و پلیس مسلح مجازند تا در صورت لزوم از هر ابزاری برای برخورد با افرادی که در مأموریت ما ایجاد اختلال می‌کنند استفاده کنند. در ساعت ۶:۳۰ عصر روز سوم ژوئن شرایط اضطراری از طریق رادیو و تلویزیون اعلام شد و بیانیه اعلام داشت شهروندان به منظور حفظ جانشان باید در خانه بمانند؛ هم‌زمان بلندگوهای میدان نیز اطلاعیه شرایط اضطراری را پخش کردند. از آنجایی که دولت پیش از این هم پیام‌های اخطارآمیز بسیاری صادر و پخش کرده بود بسیاری از افراد توجه لازم به عبارت «تأمین و حفاظت از جان و زندگی شما» نکردند. در عصر روز سوم ژوئن و طبق برنامه‌ریزی، ابتدا گروه اول ارتش بین ساعت ۵ تا ۶:۳۰ عصر از رینگ سوم و چهارم، گروه دوم بین ساعت ۷ تا ۸ شب و سومین گروه بین ساعت ۹ تا ۱۰:۳۰ شب حرکت کردند، تعدادی کامیون پیشرو بدون تسلیحات و دو گروه سرباز مسلح متعاقب سه گروه قبلی یکی در ساعت ۱۰:۳۰ شب و دومی پس از نیمه شب وارد شده و میدان را قبل از طلوع سپیده دم پاکسازی کردند. بزرگ‌ترین مقاومت و بیشترین خشونت در شب سوم ژوئن و اوایل صبح چهارم ژوئن در یکی از خیابان‌های اصلی چهار کیلومتری غرب میدان تیانآنمن نزدیک پل موشیدی و مجاور برج‌های مسکونی که مقام‌های عالی‌رتبه بازنشسته آنجا ساکن بودند رخ داد. در حدود ساعت ۹:۳۰ شب نیروهایی از گروه سی و هشتم ارتش به موشیدی رسیدند جایی که با جمعیت چند هزار نفری شهروندان مواجه شدند؛ ابتدا ارتش کوشید تا با شلیک گاز اشک آور و گلوله‌های پلاستیکی جمعیت را متفرق کند که با پاسخ سنگ و اشیاء از طرف مردم مواجه شد؛ حدود ساعت ۱۰:۳۰ شب شروع به شلیک تیر هوایی و نارنجک‌های بی‌حس کننده کردند که باز هم اثری نداشت تا اینکه در ساعت ۱۱ شب با بهره‌گیری از تسلیحات نظامی (اسلحه اتوماتیک AK-47 نوعی کلاشینکف چینی که می‌تواند ۹۰ گلوله در دقیقه شلیک کند) شروع به گشودن آتش واقعی به روی مردم کردند، خودروهای نظامی با سرعت پیشروی کردند و هرکس در مقابلشان می‌ایستاد زیر می‌گرفتند. نیروهای حاضر در خودروهای زرهی و تانک‌ها نیز شروع به حرکت به سمت میدان کردند و تعدادی تفنگ دار نیز شروع به شلیک نمودند که تیر آنها به پنجره ساختمان‌هایی برخورد کرد که عکاسان و خبرنگاران خارجی آنجا حضور داشتند. نیروها به آنها هشدار می‌دادند تا از کنار پنجره‌ها کنار بروند چون ممکن بود آنها از کشتار نزدیک میدان عکسبرداری کنند. تخمین زده می‌شد حدود ۱۰۰ هزار معترض هنگام ورود نیروهای نظامی در میدان حضور داشته باشند. معترضان انتظار نداشتند که سربازان از فشنگ‌های جنگی برای سرکوب آنها استفاده کنند اما وقتی تعدادی معترض کشته و مجروح شدند افراد باقیمانده به وحشت افتادند. تا ساعت ۲ صبح تنها چند هزار نفر در میدان باقی مانده بودند؛ چای لینگ از رهبران معترضان اعلام کرد کسانی که خواهان ترک می‌دانند می‌توانند آنجا را ترک کنند. حدود ساعت ۳:۳۰ صبح، هئو دجیان خواننده معروف تایوانی که در ۲۷ می وارد میدان شده بود همراه با سه نفر دیگر برای خروج مسالمت آمیز از میدان با سران حکومت نظامی ملاقات کردند که افسر ارتش خلق متقاعد گردید. در ساعت ۴ صبح چراغ‌های میدان خاموش گردید که حدود سه هزار نفر با شتاب میدان را ترک کردند. در ساعت ۵:۳۰ صبح تنها ۲۰۰ نفر معترض جسور باقیمانده بود که توسط نیروها وادار به خروج شدند. ساعت ۵:۴۰ صبح درست قبل از طلوع آفتاب همان‌طور که دستور داده شده بود میدان کاملاً از معترضان پاکسازی شده بود.

## بازخورد بین‌المللی

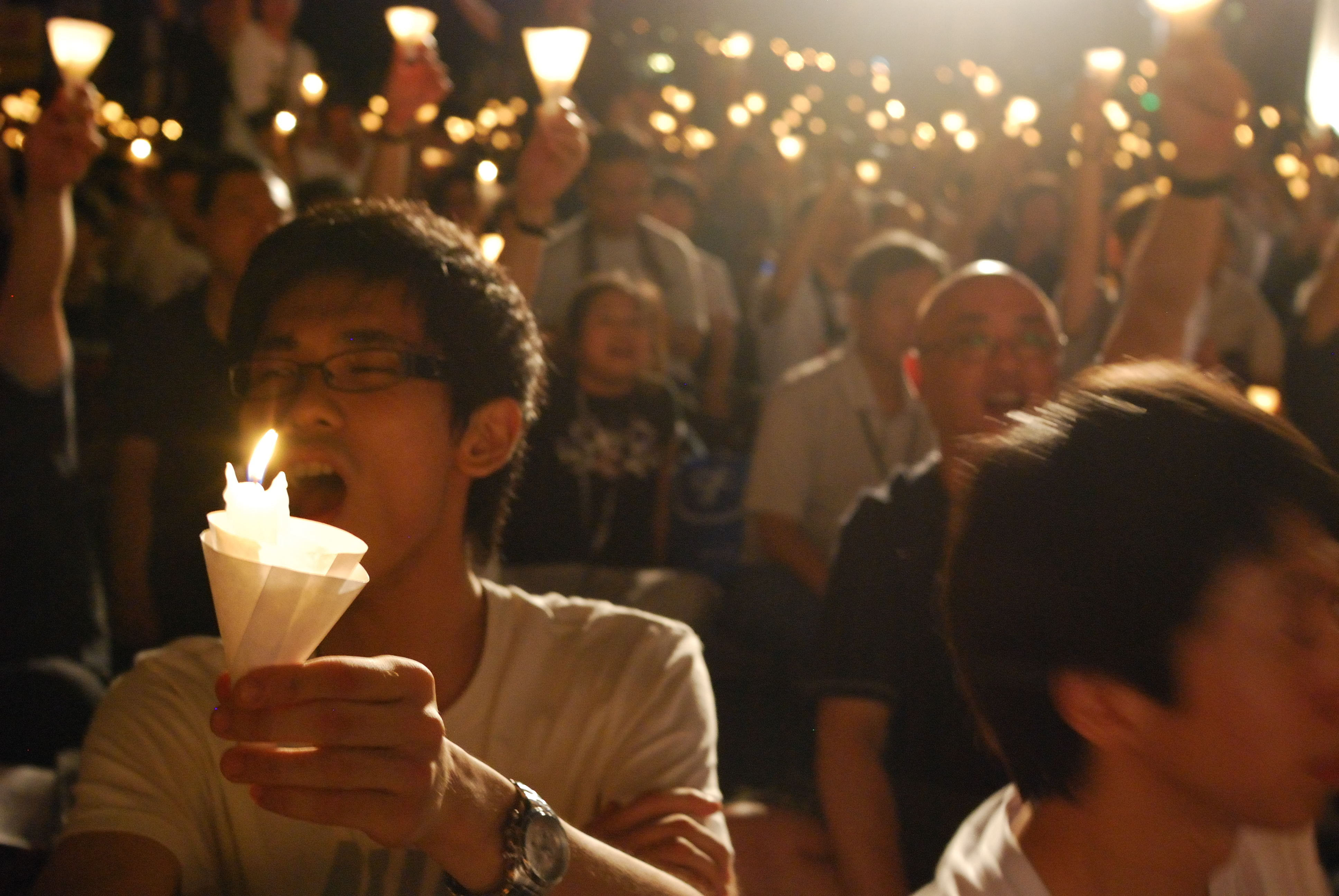
بیستمین سالگرد اعتراضات

اعتراضات میدان تیان‌آن‌من پکن باعث آسیب به شهرت چین در سطح بین‌المللی به ویژه در غرب شد.